# Justin Walters
Justin Jeremy Walters (Johannesburg, 23 oktober 1980) is een golfprofessional met de Zuid-Afrikaanse en Britse nationaliteit. 

## Amateur
Walters heeft een Engelse moeder, en speelde in zijn amateurtijd voor Engeland in de Palmer Cup. Hij studeerde in de Verenigde Staten van 1999-2003. Hij begon op de Huntingdon College en ging in 2001 over naar de North Carolina State University. Hij won daar onder meer de Nelson Invitational (2002). Aan het einde van zijn amateurstijd had hij handicap +4. Hij woont in Effingham, Engeland.

## Professional
Walters werd in 2003 professional. Hij speelde enkele jaren op de Sunshine Tour en de Tarheek Tour in North Carolina en ging in 2011 naar de Europese Tourschool, waar hij vol speelrecht kreeg voor de Europese Challenge Tour van 2012. Hij speelde twintig toernooien en eindigde zes keer in de top-10. Dat leverde de 15de plaats op van de Order of Merit en speelrecht voor de Europese Tour van 2013. Zijn mooiste ervaring daar was het spelen van de 3de ronde van het Tshwane Open. Hij was ingedeeld met zijn 'grote held' José María Olazabal, en scoorde zelf 66. "What a gentleman and what a short game", aldus Walters op Twitter.

### Gewonnen

#### Tarheel Tour
- 2005: Statesville Open

#### Sunshine Tour
- 2004: Parmalat Classic
- 2011: Investec Royal Swazi Open

### Teams
- Palmer Cup: 2002 (namens Engeland & Ierland)